# Альмейда Родригес, Кристиан
Кристиа́н Альме́йда (исп. Christian Andrés Almeida Rodríguez; род. 25 декабря 1989, Монтевидео) — уругвайский футболист, фланговый и центральный защитник «Насьоналя».

## Биография
Кристиан Альмейда занимался на молодёжном уровне в школах клубов «Уругвай Монтевидео», «Либертад Вашингтон» и «Ливерпуль» (Монтевидео). В основном составе последнего защитник дебютировал 13 августа 2011 года. В матче 1 тура чемпионата Уругвая «Ливерпуль» в гостях сыграл вничью с «Расингом» — 1:1. В следующем сезоне Альмейда стал играть за «чёрно-синих» намного чаще. В сезоне 2013/14 команда вылетела из Примеры, однако сразу же выиграла Второй дивизион и вернула себе место в элите. Альмейда выступал за «Ливерпуль» до окончания 2017 года, после чего перешёл в аргентинскую «Дефенсу и Хустисию».
Альмейда играл за «Дефенсу» во второй половине сезона 2017/18 и в первой части сезона 2018/19, по итогам которого «алькон» занял второе место в чемпионате Аргентины. Однако вторую половину этого сезона уругваец провёл уже в «Бельграно». Там же он провёл первую половину сезона 2019/20, который «Бельграно» начал уже в Примере B Насьональ. В январе 2020 года Альмейда на правах свободного агента перешёл в «Годой-Крус», вернувшись, таким образом, в высший дивизион чемпионата Аргентины.
Однако из-за пандемии COVID-19 пребывание Альмейды в Мендосе оказалось недолгим. Он провёл лишь пять матчей в чемпионате Аргентины, после чего вся футбольная активность в стране прекратилась. В октябре 2020 года «Ливерпуль» объявил о возвращении в команду своего бывшего игрока.
В апреле 2021 года, после завершения сезона 2020, Альмейда на правах свободного агента перешёл в «Насьональ». В своей первой же игре за новую команду Кеке завоевал первый трофей на высшем профессиональном уровне — 2 мая 2021 года «Насьональ» обыграл «Монтевидео Уондерерс» (2:0) в матче за Суперкубок Уругвая.

## Титулы и достижения
- Победитель Второго дивизиона Уругвая (1): 2014/15
- Обладатель Суперкубка Уругвая (1): 2021
- Вице-чемпион Аргентины (1): 2018/19